# Олецко (гмина)
Олецко (пол. Olecko) — городско-сельская гмина (волость) в Польше, входит как административная единица в Олецкий повет, Варминьско-Мазурское воеводство. Население 21 398 человек (на 2004 год).

## Демография
| Перепись                       | Всего   | Всего | Женщины | Женщины | Мужчины | Мужчины |
| ------------------------------ | ------- | ----- | ------- | ------- | ------- | ------- |
| Единицы                        | человек | %     | человек | %       | человек | %       |
| Население                      | 21 398  | 100   | 11 030  | 51,5    | 10 368  | 48,5    |
| Плотность населения (чел./км²) | 80,3    | 80,3  | 41,4    | 41,4    | 38,9    | 38,9    |

## Сельские округа
1. Бабки-Гонсецке
2. Бабки-Олецке
3. Боравске
4. Боравске-Мале
5. Домбровске
6. Добки
7. Доливы
8. Дулы
9. Дзенгеле
10. Гонски
11. Гордейки
12. Яски
13. Юдзики
14. Киево
15. Куково
16. Ленарты
17. Ленгово
18. Можне
19. Ольшево
20. Плевки
21. Рачки
22. Росохацке
23. Седранки
24. Щецинки
25. Слепе
26. Свидры
27. Забельне
28. Зайды
29. Затыки

## Соседние гмины
1. Гмина Бакалажево
2. Гмина Элк
3. Гмина Филипув
4. Гмина Калиново
5. Гмина Ковале-Олецке
6. Гмина Свентайно
7. Гмина Велички